# Mads Vad
Mads Vad Petersen (født 15. oktober 1984 i Randers) er en dansk sportsdanser.
Vad er hhx-student fra Aabenraa Business College i 2003. Siden 2007 har han været selvstændig med danseskolen VM Dans, og har en uddannelse i sportslære fra De Danske Danseskoler.
Han er dobbelt dansk mester og vinder af den internationale star-række i DDD's turnering.

## Vild med dans
I den brede offentlighed blev han kendt for sin medvirken i Vild med dans i tretten sæsoner; først med Liv Corfixen (2006), senere med Rikke Hørlykke (2007), Jette Torp (2008), Lotte Friis (2009), Cecilie Hother som han vandt med (2010), Anne Sofie Espersen (2011), Louise Spellerberg (2012), Mie Skov som han også vandt med (2013), Paprika Steen (2014), Søs Egelind (2015), Mille Dinesen (2016) og Mie Ø. Nielsen (2017).
Vad deltog i sæson 15 af Vild med dans, hvor han dansede med den skuespilleren Molly Egelind. Parret endte på en andenplads.
Mads Vad deltog i sæson 17 i 2020,  hvor han dansede med influencer Emili Sindlev. Parret endte på en fjerdeplads.
I 2021 deltog han i sæson 18 af Vild med dans sammen med sundhedsekspert Michelle Nørgaard Kristensen.
Vad deltager i sæson 21 af Vild med dans. Han skal danse med skuespilleren May Lifschitz. Den 1. november meddelte både Vad og Vild med Dans’ værter, at Vad og May Lifschitz udgik af programmet, fordi Lifschitz var syg.

## Privatliv
Lørdag den 14. juli 2018 blev Vad viet med Nana Strand i Holckenhavn Slotskirke i Nyborg.
Parret meddelte på Instagram, at de ventede deres første barn, en søn, i 2019.